# ماروآ
ماروآ (به اسپانیایی: Maroa) یک شهرک در ونزوئلا است که در Maroa واقع شده‌است. ماروآ ۱۴٬۲۵۰ کیلومتر مربع مساحت و ۸۹۰ نفر جمعیت دارد.